# Fronte dei Seguaci della Linea dell'Imam e del Leader
Il Fronte dei Seguaci della Linea dell'Imam e del Leader (in iraniano: جبهه پیروان خط امام (ره) و رهبری; in inglese: Front of Followers of the Line of the Imam and the Leader) è una coalizione elettorale iraniana. È composto da una vasta gamma di partiti tradizionali conservatori, è attivo dall'amministrazione di Mohammad Khatami ed è in linea con l'Associazione dei Chierici Militanti e la Società degli Insegnanti del Seminario di Qom.

## Composizione
Il Fronte è composto da:
- Partito della Coalizione Islamica
- Società Islamica degli Ingegneri
- Società Islamica degli Studenti
- Associazione Islamica di Medici dell'Iran
- Società Islamica dei Dipendenti
- Società Islamica degli Atleti
- Società Zeynab
- Associazione dei Laureati del Subcontinente Indiano
- Unione delle Associazioni Islamiche di Corporazioni e Bazar
- Società Islamica degli Educatori
- Società Islamica dei Lavoratori
- Società Islamica degli Accademici